# 데이비드 샤프 (배우)
데이빗 샤프(David Sharpe, 1910년 2월 2일 ~ 1980년 3월 30일)는 미국의 배우, 스턴트 배우, 영화배우이다.
세인트루이스에서 태어났다.

## 영화
- 법과 질서 (1972년)
- 포세이돈 어드벤쳐 (1972년)
- 닥터 골드풋 앤 더 비키니 머신 (1965년)
- 미사일 몬스터스 (1958년)
- 조로 (1957년)
- 애보트와 코스텔로 닥터 지킬과 미스터 하이드 만나다 (1953년)
- 우주 전쟁 (1953년)
- 사랑은 비를 타고 (1952년)
- 로스트 플래닛 에어멘 (1951년)
- 돌아온 돈 데어데블 (1951년)
- 플라잉 디스크 맨 프럼 마스 (1950년)
- 레이더 패트롤 대 스파이 킹 (1949년)
- 연방요원 대 언더월드 주식회사 (1949년)
- 킹 오브 더 로켓 맨 (1949년)
- 어 소던 양키 (1948년)
- 시에라 마드레의 보석 (1948년)
- 딕 트레이시 대 범죄 주식회사 (1941년)
- 벅 로저스 (1939년)
- 돌아온 론 레인저 (1939년)
- 딕 트레이시 리턴즈 (1938년)
- 쉐인 온, 하베스트 문 (1938년)